# Lars Blackmore
Lars Blackmore ist ein Elektroingenieur und Fachautor und arbeitet aktuell vor allem an der Forschung und Entwicklung zu Problemen der Landesteuerung von Raumfahrzeugen. Beim amerikanischen Raumfahrtunternehmen SpaceX, für das er seit 2011 arbeitet, ist er verantwortlich für die Entwicklung der Steuerungstechnik des Rückholsystems für die Erststufe von deren Raketen.

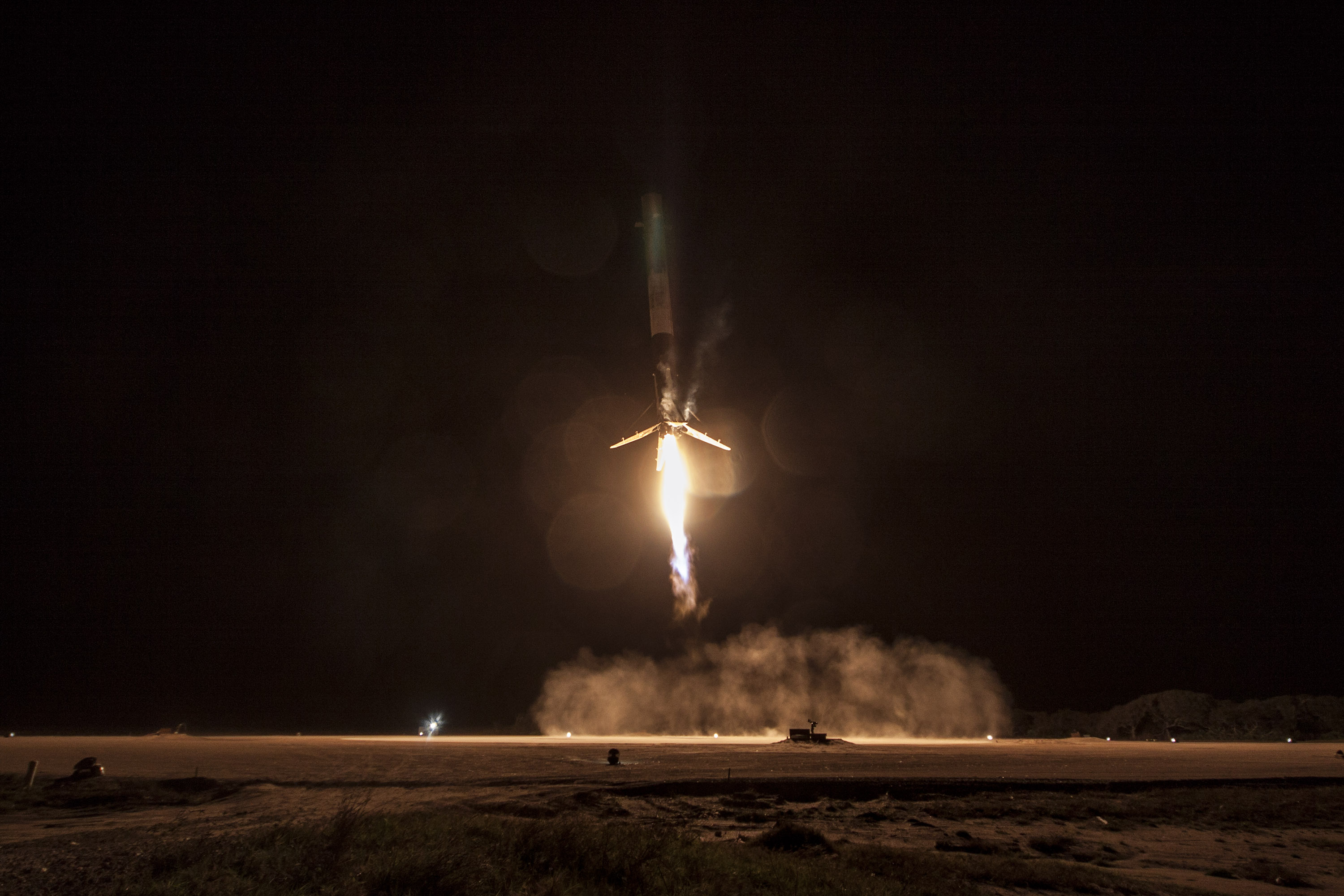
Die erste erfolgreiche Landung einer unversehrten Falcon 9-Erststufe am 21. Dezember 2015 beim Falcon-9-Flug 20 und damit die erste erfolgreiche Landung einer Rakete bei einem Orbitalflug überhaupt. Lars Blackmore war verantwortlich für die Entwicklung der Steuerungstechnik des Rückholsystems.

Er verantwortete den Bereich Steuerung und Kontrolle schon während der umfangreichen Entwicklungsarbeiten für die Landung von Raketenstufen mit den Versuchträgern Grasshopper und Falcon 9 Reusable Development Vehicles und die weiteren Entwicklungsarbeiten mit Falcon-9-Raketen, die tatsächlich für Raumtransporte eingesetzt wurden.
In seinem 2008 veröffentlichten Fachbuch Robust Execution for Stochastic Hybrid Systems. Algorithms for Control, Estimation and Learning behandelt er grundlegende Algorithmen für die Steuerung, Kontrolle, für Bewegungsabschätzungen und das Selbstlernen von Autonomen Unterwasserfahrzeugen, Planetenrovern und Raumsonden.

## Leben

### Studium, Praktika, Projekte
Nach dem Besuch der High School absolvierte Lars Blackmore ein Jahr lang, 1998–1999, bei British Aerospace deren Sponsored Undergraduate Gap Year Programm mit Praktika in der Firma, theoretischem Unterricht und einem Projekt.
Lars Blackmore erwarb dann nach einem Studium der Elektrotechnik an der Universität Cambridge in England dort den Master of Engineering.
Schon während seiner Studienzeit in Cambridge absolvierte er zahlreiche Praktika,
- 2000 bei British Aerospace, Anti-Skid Braking Control and Modeling for A3XX Aircraft (Steuerung der Antiblockier-Bremse und Modellierung von A3XX Flugzeugen),
- 2001 bei Airbus UK im Project Management Team und
- 2002 im Airbus Industrie Wing Landing Gear Team dort im Structures and Crashworthiness Project (Struktur- und die Kollisionssicherheit Projekt) sowie im
- NASA Goddard Space Flight Center in der Abteilung Control and Modeling for Thermal Vacuum Chambers betreut von Ted Dyer, Head of Magnetics Testing und Bob Vernier, Head of Testing.

2002 bis 2003 arbeitete er, betreut von Prof. Keith Glover, Head of Cambridge University Engineering Department (Dekan der Technischen Fakultät), an einem Projekt Control and Modeling in Formula One (dt.: Steuerung und Modellierung in der Formel 1) bei McLaren Formula One International.
2003 bis 2004 arbeitete er, betreut von Prof. Jon How (MIT) und Mark Gillan von Jaguar, an einem Projekt über estimation in Formula One (Schätzungen in der Formel 1) im Jaguar Formula One Racing Team.
Sein Sommerpraktikum 2005 führte Lars Blackmore zum Planetary Robotics Laboratory des NASA Jet Propulsion Laboratory, wo er unter der Betreuung von Dr. Eric Baumgartner und Brett Kennedy neue Methoden entwarf und testete für force estimation and contact detection with next-generation limbed planetary rover hardware, dt. etwa: die Kraftabschätzung und Kontaktortung für Planetenrover-Hardware der nächsten Generation.
2006 führte ihn eine Fallstudie ans Monterey Bay Aquarium Research Institute. Dort entwickelte er, betreut von Kanna Rajan, in der Autonomy group Optimierungsmethoden für die Streckenplanung von Autonomen Unterwasserfahrzeugen.
2006 absolvierte er außerdem ein Praktikum am NASA Jet Propulsion Laboratory in der Advanced Robotic Controls Group (Gruppe für fortgeschrittene Robotersteuerungen), wo er von Homayoun Seraji betreut wurde. Er entwickelte ein neues Konzept für die Auswahl eines Marslandeplatzes mit und gewann für das Konzept einen Preis von 30.000 Dollar.
Im Jahr 2007 erwarb er einen Doktorgrad, Ph.D., am Massachusetts Institute of Technology in Control and Estimation (sinngemäß: Steuerung und Vorhersage-/ Vorausberechnungen).

### NASA
Von 2007 bis 2011 arbeitete er am NASA Jet Propulsion Laboratory als Senior Technologist in der Guidance and Control Analysis Group (dt.: Steuerung und Kontrolle Analysis-Gruppe). Dort entwickelte er Kontroll- und Vorhersagealgorithmen für zukünftige Weltraummissionen der NASA. Er war Mitentwickler des G-FOLD-Algorithmus für Präzisionslandungen auf dem Mars. Außerdem war er Mitarbeiter der Soil-Moisture-Active-Passive-Mission (SMAP-Mission), ein Projekt zur Entwicklung eines Erdbeobachtungssatelliten.

### SpaceX
Im Jahr 2011 trat er bei SpaceX ein als Senior Guidance, Navigation and Control Engineer (sinngemäß: Chefingenieur für Navigation und Steuerungstechnik). Zu diesem Wechsel sagte er:

“I’d heard that Elon [Musk] had these dreams of making reusable rockets. And since I was working on precision landing for Mars, I thought I would be the right guy to do that.”

„Ich hörte, dass Elon (Elon Musk) diese Träume von wiederverwendbaren Raketen hatte. Und da ich an Präzisionslandungen auf den Mars arbeitete, dachte ich, ich sei der richtige Kerl, um das zu machen.“

2015 wurde er von SpaceX zum Principal Rocket Landing Engineer (sinngemäß: Oberster Raketenlandungsingenieur) der Firma ernannt.

### Bilder der ersten erfolgreichen Landung auf einem Autonomous spaceport drone ship am 8. April 2016

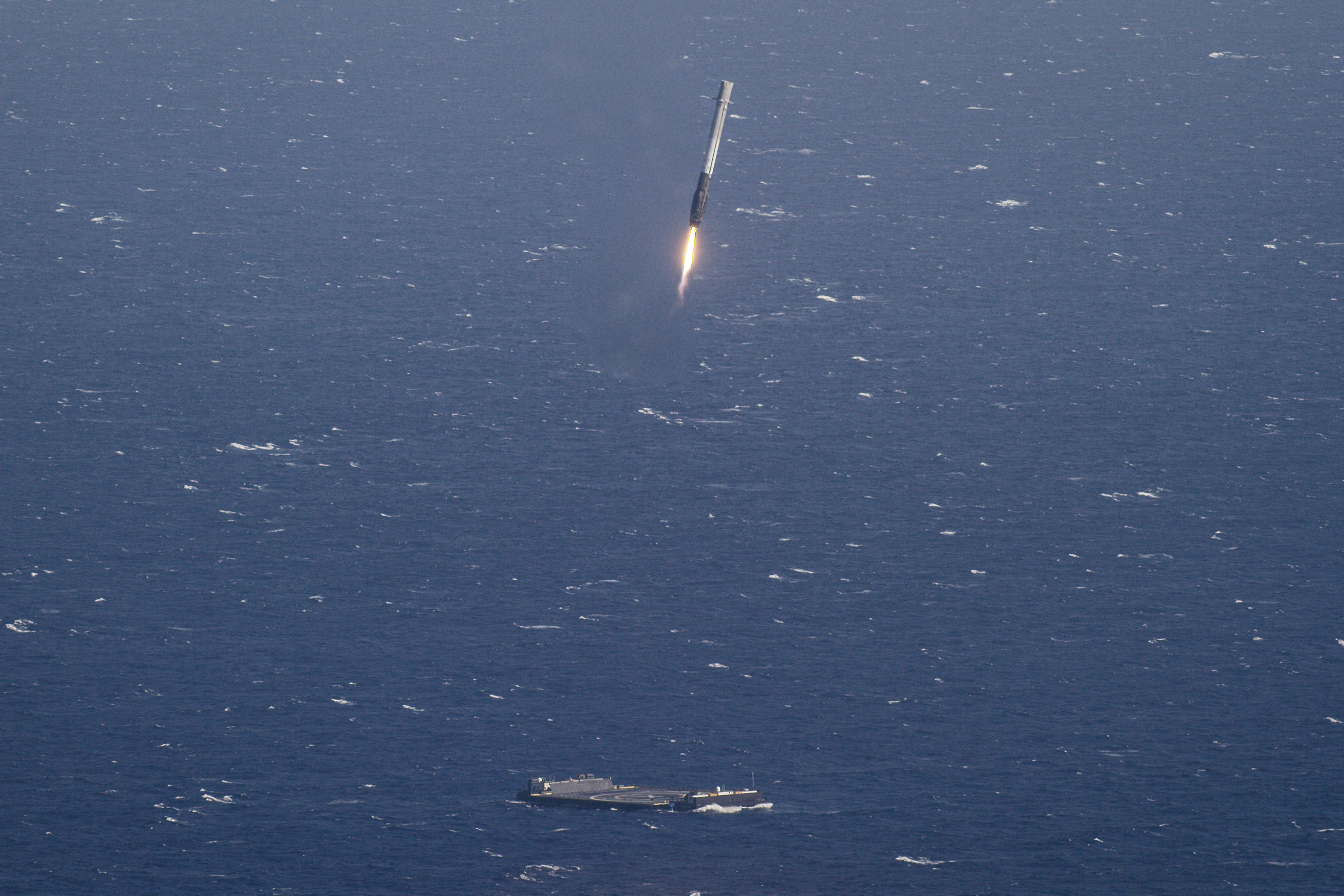
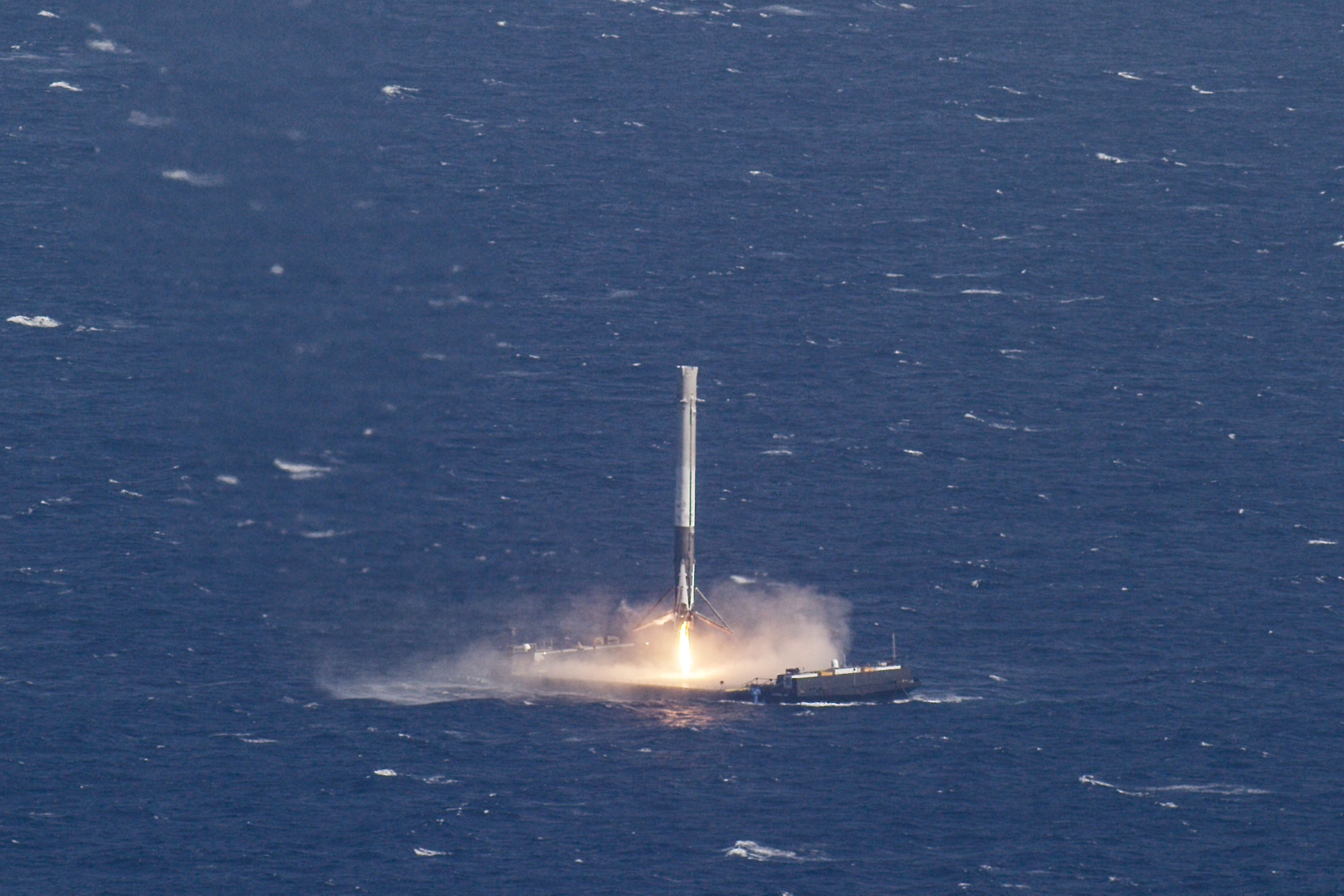
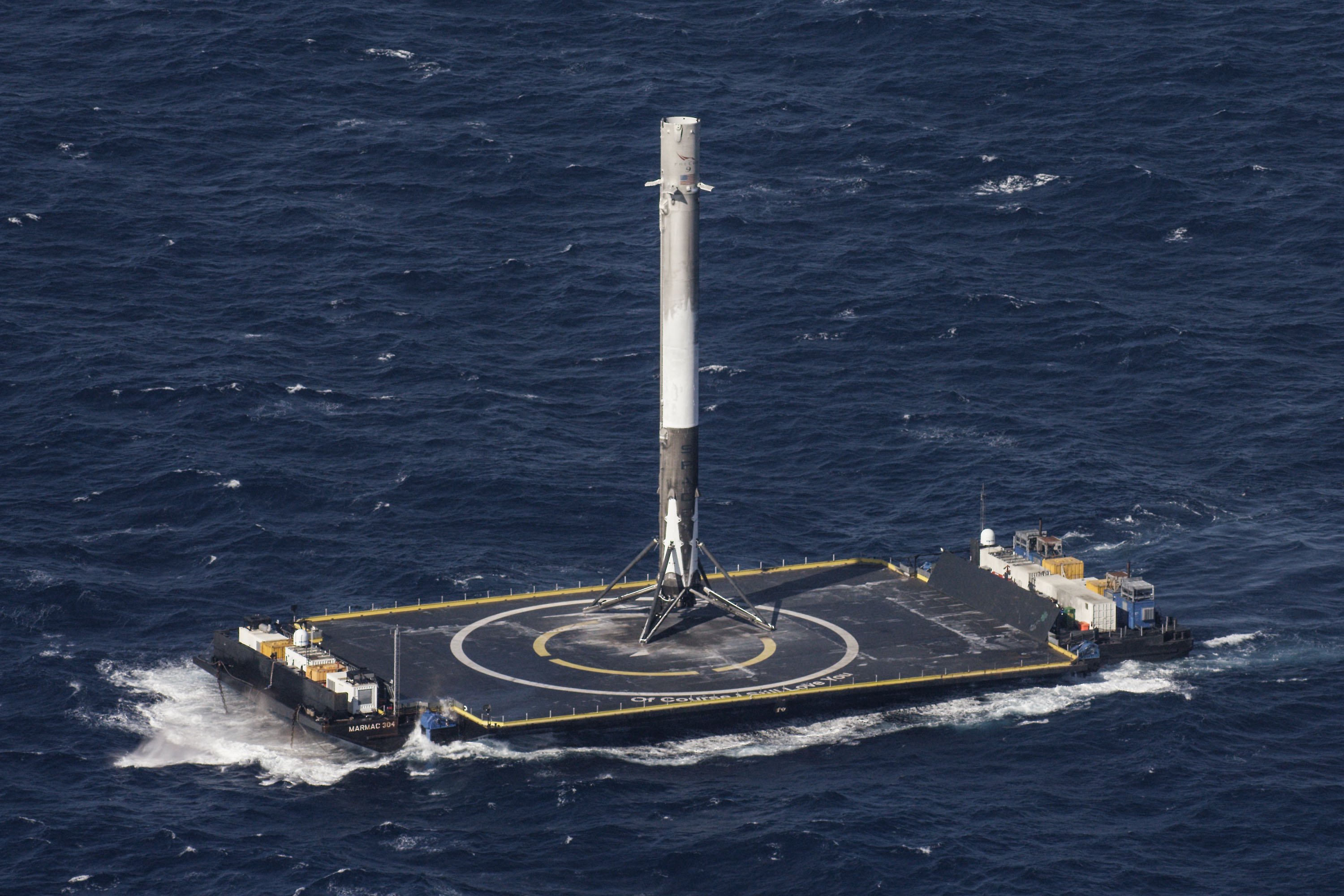

## Ehrungen
- 2015 nahm ihn die MIT Technology Review in ihre jährliche Liste 35 Innovators under 35 auf.[6]

## Werke
Buchveröffentlichung
- Robust Execution for Stochastic Hybrid Systems. Algorithms for Control, Estimation and Learning. VDM Publishing, 2008. ISBN 978-3-639-09800-6

Aufsätze und Beiträge zu Fachbüchern (Auswahl)
- L. Blackmore, Askar Bektassov, Masahiro Ono, Brian C. Williams: Robust, Optimal Predictive Control of Jump Markov Linear Systems using Particles. In Hybrid Systems: Computation and Control, 2007, Herausgeber: A. Bemporad, A. Bicchi, G. Buttazzo; PDF des vollständigen Artikels
- L. Blackmore, S. Funiak, B. C. Williams: A Combined Stochastic and Greedy Hybrid Estimation Capability for Concurrent Hybrid Models with Autonomous Mode Transitions. Journal of Robotics and Autonomous Systems 56, 2008, S. 105–129
- L. Blackmore, S. Rajamanoharan, B. C. Williams: Active Estimation for Jump Markov Linear Systems. IEEE Transactions on Automatic Control, Nov. 2008, Volume 53, Issue 10, Seiten 2223–2236
- L. Blackmore, B. Acikmese, D. P. Scharf: Minimum Landing Error Powered Descent Guidance for Mars Landing using Convex Optimization. AIAA Journal of Guidance, Control and Dynamics, Vol. 33 No. 4, Juli–August 2010
- L. Blackmore, M. Ono, A. Bektassov, B. C. Williams: A Probabilistic Particle Control Approximation of Chance Constrained Stochastic Predictive Control. IEEE Transactions on Robotics, Vol. 26, No. 3, Juni 2010
- B. Acikmese, L. Blackmore: Lossless Convexification of a Class of Optimal Control Problems with Non-Convex Control Constraints. Automatica Vol. 47, No. 2, Feb 2011, S. 341–347
- L. Blackmore, M. Ono, B. C. Williams: Chance-Constrained Optimal Path Planning with Obstacles. IEEE Transactions on Robotics, Vol. 27, Issue 6, 2011
- D. Morgan, S-J Chung, L. Blackmore, B. Acikmese, D. Bayard, F. Y. Hadaegh: "Swarm-Keeping Strategies for Spacecraft under J2 and Atmospheric Drag Perturbations." AIAA Journal of Guidance, Control and Dynamics 2012, Volume 35, Issue 5
- L. Blackmore, B. Acikmese, J. M. Carson III: Lossless Convexification of Control Constraints for a Class of Nonlinear Optimal Control Problems. Systems and Control Letters 61, 2012, Seiten 863–870.
- Acikmese, J. M. Carson III, L. Blackmore: Lossless Convexification of Non-Convex Control Bound and Pointing Constraints of the Soft Landing Optimal Control Problem. IEEE Transactions on Control Systems Technology 2013, Volume 21, Issue 6
- Masahiro Ono, Brian C. Williams, Lars Blackmore: Probabilistic Planning for Continuous Dynamic Systems under Bounded Risk. Journal of Artificial Intelligence Research 2013, Volume 46, Seiten 511–577
- Nanaz Fathpour, Lars Blackmore, Yoshiaki Kuwata, Chris Assad, Michael Wolf, Claire Newman, Alberto Elfes, Kim Reh: Feasibility Studies on Guidance and Global Path Planning for Wind-Assisted Montgolfiere in Titan PDF-Datei auf web.mit.edu abgerufen am 13. Juni 2016